# Helen Hayes
Helen Hayes Brown (født 10. oktober 1900, død 17. marts 1993) var en amerikansk skuespillerinde, med en karriere der strakte
sig over næsten 70 år. Hun blev med tiden kendte som "Amerikansk teaters førstedame" og er en af 12 personer der har vundet en Oscar,
en Emmy, en Grammy og en Tony. Hun har også modtaget en Presidential Medal of Freedom,
USAs højeste civile æresmedalje, af præsident Ronald Reagan i 1986.

## Biografi
Helen Hayes blev født i Washington D.C. 10. oktober 1900. Hendes mor Catherine Estelle var en håbefuld skuespillerinde i en omrejsende trup.

Hendes far, Francis van Arnum Brown, arbejdede forskellige steder blandt andet som ekspedient på patentkontoret i Washington
og som sælger for en engros slagter.
Hayes' irsk katolske morforældre immigrerede fra Irland under hungersnøden.
Helen Hayes stod på scenen som sanger for første gang som 5-årig i Washingtons Belasco Theatre (på lafayette square overfor det hvide hus).
Som 10-årig medvirkede hun i en kortfilm der hed Jean and the Calico doll, men hun flyttede først til Hollywood, da hendes mand, dramatikeren Charles MacArthur, underskrev
en aftale i hollywood. Hun studerede på Academy of the Sacred Heart Convent i Washington og dimitterede i 1917.

## Karriere
Hayes havde sin tonefilmdebut i The sin of Madelon Claudet, som hun vandt en Oscar for bedste kvindelige hovedrolle for. Derefter havde hun roller i Martin Arrowsmith,
Farvel til våbnene, Den hvide søster, What every woman knows og Vanessa. Hun blev dog
aldrig en fanfavorit og Hayes foretrak teatret frem for filmmediet.
Hun vendte tilbage til Broadway i 1935, hvor hun havde hovedrollen i Gilbert Millers opsætning af Victoria Regina i 3 år.
I 1953 var hun den første modtager af en Sarah Siddons Award for sit arbejde på Chicago Theatre. Hun vendte tilbage til
Hollywood i 1950'erne, og hendes filmstjerne status begyndte at stige. Hun spillede med i Min søn John (1952) og Anastasia (1956), og vandt en Oscar for bedste kvindelige birolle for sin rolle i katastrofefilmen
Airport - vinger af ild (1970). Hun fulgte op med flere roller i Disneyfilm som Herbie i højeste gear, One of Our Dinosaurs Is Missing,
og Candleshoe.

## Priser og Nomineringer
Oscar:
- Bedste kvindelige hovedrolle (The sin of Madelon Claudet 1931/32, vinder)
- Bedste kvindelige birolle (Airport - vinger af ild 1970, vinder)

Emmy Award:
- Bedste kvindelige hovedrolle (1951, nomineret)
- Bedste kvindelige hovedrolle (1952, nomineret)
- Bedste kvindelige hovedrolle (1953, vinder)
- Bedste enkelte optræden – hoved- eller birolle (The Alcoa Hour 1958, nomineret)
- Bedste enkelte optræden – Kvinde (The United States steel hour 1959, nomineret)
- Bedste enkelte optræden – Kvindelig hovedrolle (Do not fold, spindle or mutilate 1972, nomineret)
- Bedste kvindelige hovedrolle – miniserie (The snoop sisters 1974, nomineret)
- Bedste enkelte optræden – Kvindelig hovedrolle (Hawaii Five-O 1976, nomineret)
- Bedste kvindelige hovedrolle – Drama eller komedie (A family upside down 1978, nomineret)

Golden Globe:
- Bedste skuespillerinde – drama (Anastasia 1957, nomineret)
- Bedste skuespillerinde – musical eller komedie (Herbie i højeste gear 1975, nomineret)

Filmfestivalen i Venedig:
- Publikumsprisen (The sin og Madelon Claudet 1932, vinder)

Laurel Awards:
- Golden Laurel for bedste kvindelige birolle (Airport – vinger af ild 1970, vinder)